# 臺灣的建築
《臺灣的建築》為一本關於臺灣建築的日文研究書籍。本書的作者為藤島亥治郎，共計222頁，於1948年2月10日由彰國社出版。

## 背景
本書作者藤島亥治郎為日本建築史學家，曾於朝鮮日治時期擔任京城工業學校的助理教授，並任職於朝鮮總督府。藤島於1929年返日，並在1933年取得東京帝國大學工學博士學位，留任該校教職。由於曾長期旅居朝鮮，藤島因此對朝鮮建築有著相當豐富的研究，並曾於《建築雜誌》刊登連載一系列的〈朝鮮建築史論〉文章、於1976年出版一書。
1936年，藤島接受日本學術振興會昭和十一年度的挹注經費，進行編纂對於臺灣建築的研究成果。由於藤島之研究過於專業與深入，使得刊行時有些困難，因此改以簡要的版本刊行，旨在向中國與日本兩國及世界各國等人士介紹臺灣建築之特色。藤島於該年4月4日抵達台灣，並於4月24日離臺。在此期間，藤島由臺灣總督府民政部土木局營繕課長兼臺灣建築會長井手薰陪同訪視台灣各地。由於參訪時間過於短暫，因此藤島於本書中援引了清治時期的地方志及總督府的各項調查報告，並得到許多日本研究人士的協助。例如原住民建築與西洋建築方面的資料與研究，便大多接受了臺北工業學校教諭千千岩助太郎以及臺灣總督府技師栗山俊一的提供。

## 內容
《臺灣的建築》全書共222頁，另外附有照片28禎及插圖50幅。內容分為五大部份：總說、第一篇、第二篇、第三篇、結說。第一章為總說。第二章則偏向分析地文與氣候對台灣建築的影響，例如：高溫、潮濕、颱風及地震等因素；並且舉出「亭仔腳」作為台灣與中國閩南順應氣候的建築的典型例子。此外，亦分析了台灣建築所使用的各種建築材料，如：木材、竹材、石材、粘土材、煉瓦、瓦甎等等。
根據藤島的分類，可將台灣的建築分為三大種類：南洋系、大陸系以及西洋系建築。其中，南洋系即是介紹台灣原住民族的家屋、聚落等建築構法。大陸系則是介紹閩南裔與客家裔族群的各項建築，其內容較為豐富，分為住宅、庭園、城堡、會館、儒釋道三教建築、牌樓、石碑等等。西洋系則介紹城堡及基督教建築等。

## 語文
由於台灣為以河老人為主體民族，因此在提及建築相關的專有名詞時，除了書寫漢字之外，還會以片假名附記於旁以提供相關的台語讀音。例如：、及等。

## 相關
- 臺灣建築

## 連結
- (1943)藤島亥治郎：台湾の建築と工藝 （页面存档备份，存于）